# 圣斯德望圆形堂

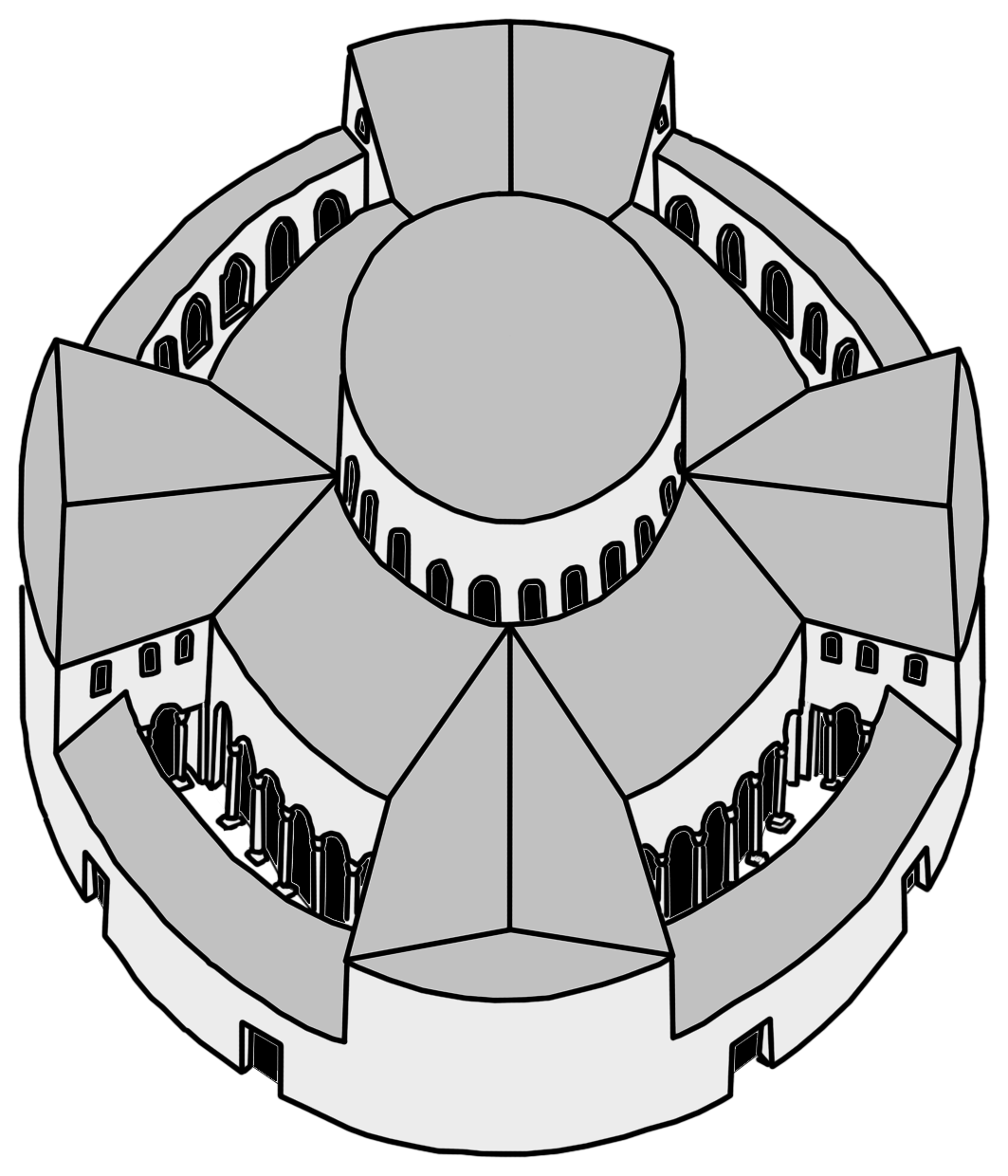

圣斯德望圆形堂（義大利語：Basilica di Santo Stefano al Monte Celio）是意大利罗马的一座罗马天主教次级圣殿，也是匈牙利在罗马的国家教堂，以及宗座德国及匈牙利学院（Collegium Germanicum et Hungaricum）的聖堂，位于西里欧山，供奉聖斯德望和伊什特万一世。該聖堂也是司鐸級樞機領銜聖堂。 
这座聖堂由教宗辛普利修祝圣于468年到483年之间，供奉殉教者聖斯德望，其遗体在圣地被发现，带回罗马。这座聖堂是罗马第一座圆形聖堂，灵感来自于耶路撒冷圣墓教堂。
聖堂內部呈圓形，装饰有许多壁画，但是外部呈十字形。